# Chazay-d'Azergues
Chazay-d'Azergues és un municipi francès situat al departament del Roine i a la regió d'Alvèrnia-Roine-Alps. L'any 2007 tenia 3.906 habitants.

## Demografia

### Població
El 2007 la població de fet de Chazay-d'Azergues era de 3.906 persones. Hi havia 1.515 famílies de les quals 358 eren unipersonals (139 homes vivint sols i 219 dones vivint soles), 473 parelles sense fills, 577 parelles amb fills i 107 famílies monoparentals amb fills.
La població ha evolucionat segons el següent gràfic:
Habitants censats

### Habitatges
El 2007 hi havia 1.624 habitatges, 1.528 eren l'habitatge principal de la família, 23 eren segones residències i 73 estaven desocupats. 1.264 eren cases i 356 eren apartaments. Dels 1.528 habitatges principals, 1.174 estaven ocupats pels seus propietaris, 332 estaven llogats i ocupats pels llogaters i 22 estaven cedits a títol gratuït; 34 tenien una cambra, 103 en tenien dues, 180 en tenien tres, 316 en tenien quatre i 895 en tenien cinc o més. 1.201 habitatges disposaven pel capbaix d'una plaça de pàrquing. A 569 habitatges hi havia un automòbil i a 860 n'hi havia dos o més.

### Piràmide de població
La piràmide de població per edats i sexe el 2009 era:
| Homes | Edats   | Dones |
| ----- | ------- | ----- |
| 0     | 95 o +  | 0     |
| 0     | 90 a 94 | 16    |
| 12    | 85 a 89 | 12    |
| 12    | 80 a 84 | 48    |
| 36    | 75 a 79 | 44    |
| 68    | 70 a 74 | 56    |
| 64    | 65 a 69 | 92    |
| 92    | 60 a 64 | 112   |
| 100   | 55 a 59 | 96    |
| 164   | 50 a 54 | 152   |
| 184   | 45 a 49 | 148   |
| 136   | 40 a 44 | 156   |
| 152   | 35 a 39 | 140   |
| 116   | 30 a 34 | 132   |
| 112   | 25 a 29 | 100   |
| 124   | 20 a 24 | 132   |
| 188   | 15 a 19 | 184   |
| 116   | 10 a 14 | 136   |
| 152   | 5 a 9   | 104   |
| 92    | 0 a 4   | 80    |

## Economia
El 2007 la població en edat de treballar era de 2.542 persones, 1.862 eren actives i 680 eren inactives. De les 1.862 persones actives 1.757 estaven ocupades (896 homes i 861 dones) i 105 estaven aturades (51 homes i 54 dones). De les 680 persones inactives 279 estaven jubilades, 255 estaven estudiant i 146 estaven classificades com a «altres inactius».

### Ingressos
El 2009 a Chazay-d'Azergues hi havia 1.513 unitats fiscals que integraven 4.036,5 persones, la mediana anual d'ingressos fiscals per persona era de 24.723 €.

### Activitats econòmiques
Dels 191 establiments que hi havia el 2007, 4 eren d'empreses extractives, 2 d'empreses alimentàries, 10 d'empreses de fabricació d'altres productes industrials, 21 d'empreses de construcció, 27 d'empreses de comerç i reparació d'automòbils, 4 d'empreses de transport, 8 d'empreses d'hostatgeria i restauració, 10 d'empreses d'informació i comunicació, 12 d'empreses financeres, 8 d'empreses immobiliàries, 39 d'empreses de serveis, 29 d'entitats de l'administració pública i 17 d'empreses classificades com a «altres activitats de serveis».
Dels 49 establiments de servei als particulars que hi havia el 2009, 1 era una oficina d'administració d'Hisenda pública, 1 oficina de correu, 3 oficines bancàries, 1 funerària, 3 tallers de reparació d'automòbils i de material agrícola, 1 autoescola, 1 paleta, 6 guixaires pintors, 4 fusteries, 3 lampisteries, 3 electricistes, 5 perruqueries, 1 veterinari, 4 restaurants, 6 agències immobiliàries, 1 tintoreria i 5 salons de bellesa.
Dels 8 establiments comercials que hi havia el 2009, 1 era una botiga de menys de 120 m², 2 fleques, 2 carnisseries, 1 una botiga de roba i 2 floristeries.
L'any 2000 a Chazay-d'Azergues hi havia 10 explotacions agrícoles que ocupaven un total de 252 hectàrees.

## Equipaments sanitaris i escolars
El 2009 hi havia 1 farmàcia i 1 ambulància.
El 2009 hi havia 1 escola maternal i 1 escola elemental. Chazay-d'Azergues disposava d'un col·legi d'educació secundària amb 714 alumnes.

## Poblacions més properes
El següent diagrama mostra les poblacions més properes.

## Esports
El 1976 s'hi disputaren els Campionats del món de ciclocròs. Albert Zweifel guanyà la prova professional masculina i Klaus-Peter Thaler l'amateur.